# Olneya
Olneya é um género botânico pertencente à família Fabaceae. Também conhecida como Pau Ferro.
1. ↑  «Olneya — World Flora Online». www.worldfloraonline.org. Consultado em 19 de agosto de 2020